# Opobo
Opobo este un oraș din sudul Nigeriei, fondat în 1870.